# Saarijärvi (sjö i Pihtipudas, Muurasjärvi)
Saarijärvi är en sjö i Finland. Den ligger i kommunen Pihtipudas i landskapet Mellersta Finland, i den centrala delen av landet, 400 km norr om huvudstaden Helsingfors. Saarijärvi ligger 175 meter över havet. Den är 3,1 meter djup. Arean är 21 hektar och strandlinjen är 2,77 kilometer lång. Sjön  ingår i Kymmene älvs huvudavrinningsområde.   Den ligger vid sjöarna Nuoranen Harjuntakanenjärvi. I omgivningarna runt Saarijärvi växer i huvudsak blandskog.